# Asiatliljor
Asiatliljor (Lilium Asiatiska Gruppen) är en grupp i familjen liljeväxter och består av ett hybridkomplex med brandlilja (L. bulbiferum), rosenlilja (L. cernuum), stjärnlilja (L. concolor),  eldlilja (L. davidii), mongollilja (L. pensylvanicum) m.fl. asiatiska arter. Det svenska namnet motsvarar grupp 1 (Asiatic Hybrids) i International Lily Register.
Gruppen kan delas in i följande undergrupper:
- 1a. Tidigblommande asiatiska hybrider med upprätta blommor
- 1b. Tidigblommande asiatiska hybrider med utåtriktade blommor
- 1c. Tidigblommande asiatiska hybrider med hängande blommor

## Bildgalleri

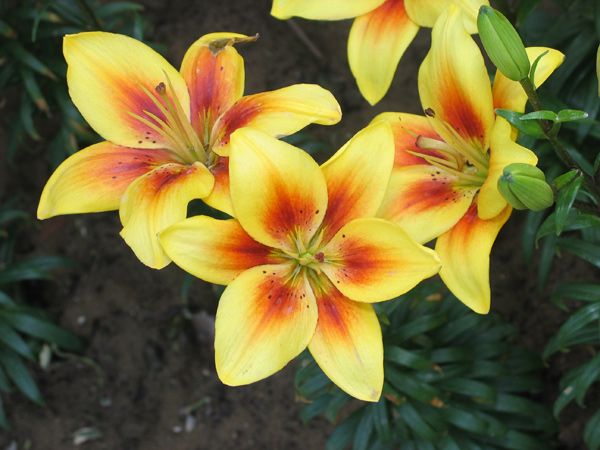
'Gran Cru'
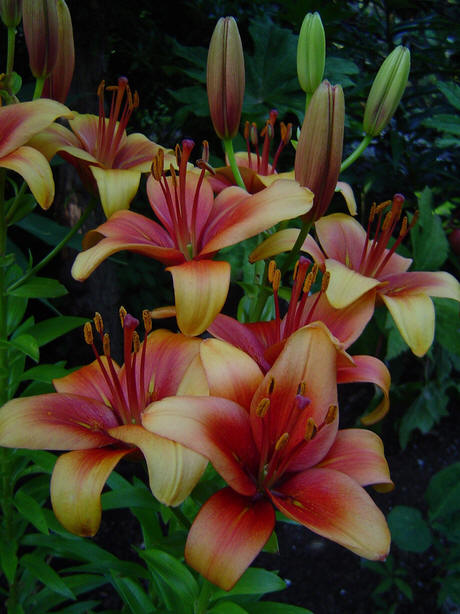
'Amos'
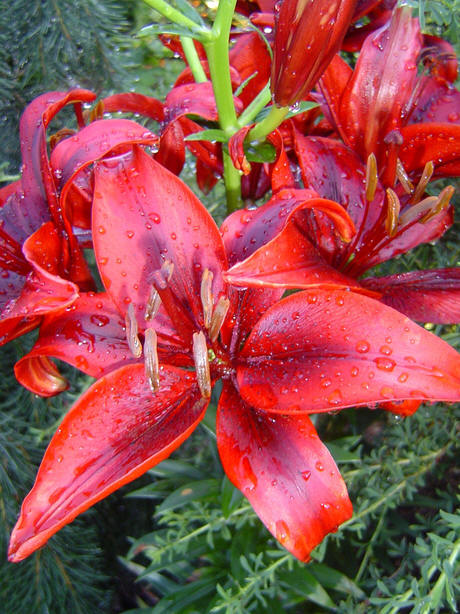
'Black Out'
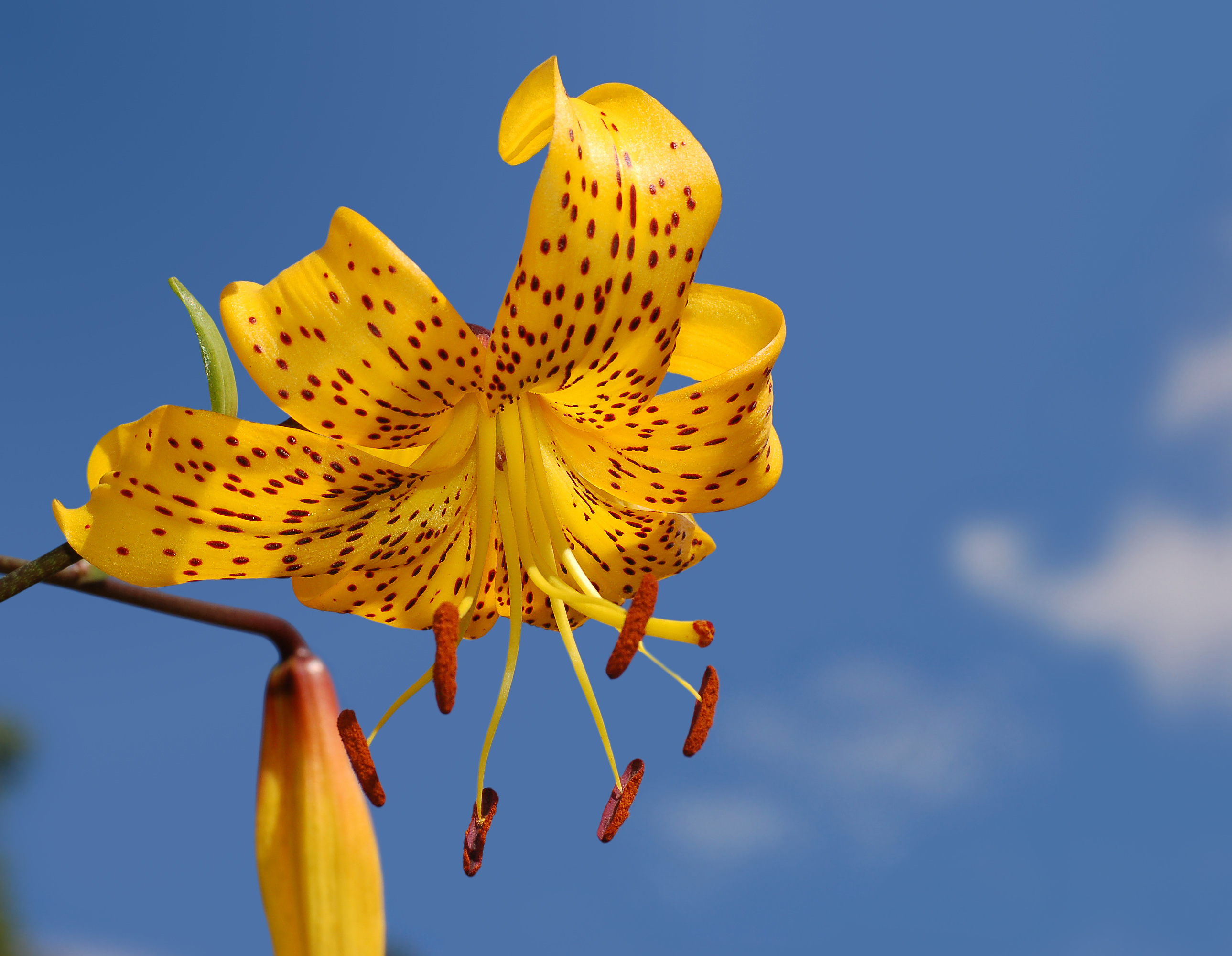
'Citronella'
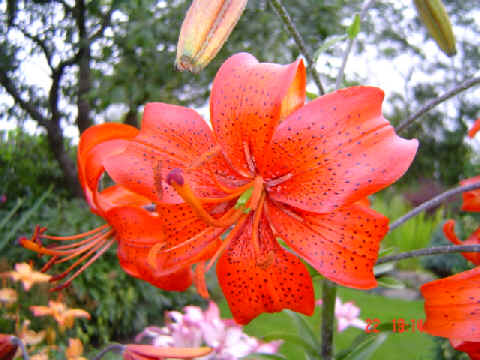
'Hamburger Leuchtfeuer'
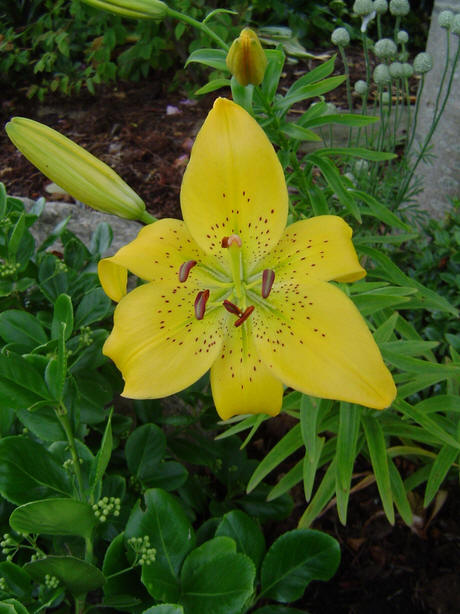
'Pirol'
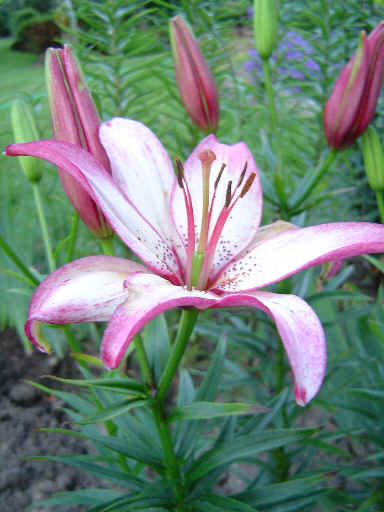
'Sorbet'
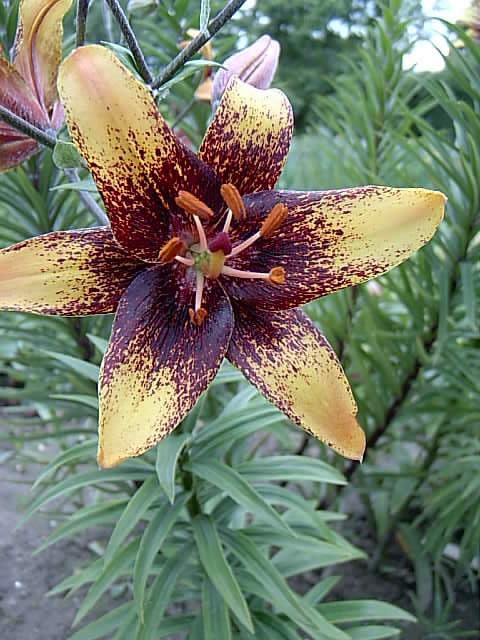
'Tango'
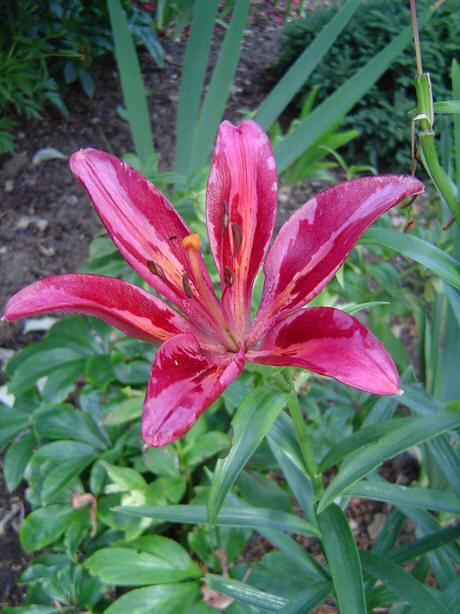
'Twilight Life'
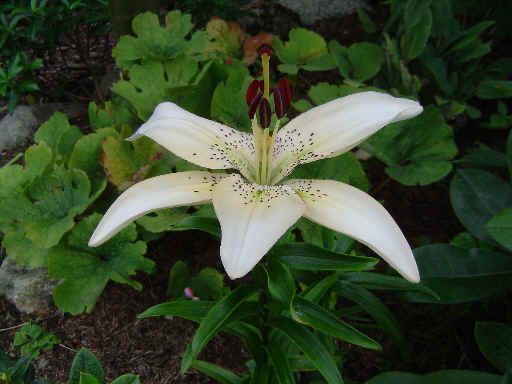
'Weißer Riese'
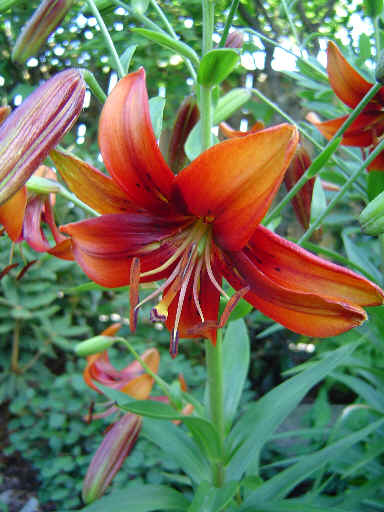
'Zauberin'